# کری، ویکتوریا
کری (به انگلیسی: Kerrie) یک شهرک در استرالیا است که در ویکتوریا (استرالیا) واقع شده‌است.